# Cordilheira de Gissar
A cordilheira de Gissar ou cordilheira de Hissar, Hissor ou Hisor (em tajique: Қаторкӯҳи Ҳисор; romaniz.: Qatorköhi Hisor; em usbeque: Hisor tizmasi; em russo: Гиссарский хребет) é um sistema montanhoso da Ásia Central, na parte ocidental do sistema  Pamir-Alai, que se estende ao longo de mais de 200 km na direção leste-oeste entre os territórios do Tajiquistão e do Usbequistão.
O seu cume mais alto, o Khazret Sultan, com 4 643 m de altitude, a pouca de distância a noroeste de Duchambé, a capital tajiquistanesa, e na fronteira Tajiquistão-Usbequistão, é também a montanha mais alta do Usbequistão.

## Geografia, natureza e arqueologia

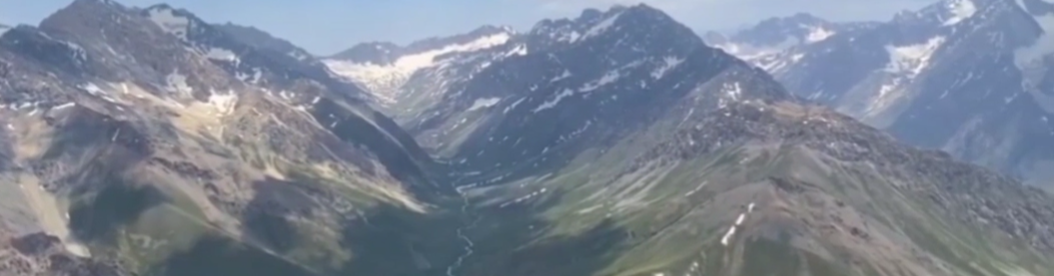
A parte da cordilheira Hisar na região de Kashkadarya.

A cordilheira situa-se a sul da cordilheira de cordilheira de Zarafexã e estende-se, de leste para oeste desde o norte de Duchambé, atravessa o distrito de Hisor da Região de Subordinação à República (antes chamada Karotegin) e vai até à extremidade norte da província de Surcã Dária do Usbequistão. A cordilheira é composta de rochas cristalinas, xistos e arenitos, com algumas intrusões de granitos.
Na parte ocidental do lado tajiquistanês da cordilheira encontra-se o vale de Hissar, onde se situa o Parque Nacional de Shirkent. Em 2020 esta área protegida tinha 3 000 hectares, estando prevista a sua ampliação para 30 000 ha. Além da riqueza e beleza natural, o vale tem cerca de 50 sítios arqueológicos de períodos que vão desde a Idade da Pedra até à Idade Média. As paisagens do vale são variadas, com matagais de zimbros, florestas decíduas temperadas, prados alpinos e estepes áridas. Os distintos ecossistemas do vale são habitat de diferentes tipos de vida selvagem,  que incluem 30 espécies de mamíferos e 95 espécies de aves nativas e migratórias. A abundância de água contribui para a riqueza da vida animal e vegetal; além do rio Shirkent há numerosos curso de água menores, que proporcionam abundante irrigação natural ao vale. Neste há também mais de 400 pegadas de dinossauros.
No lado usbequistanês também há pegadas de dinossauros e duas áreas protegidas: Reserva Estatal de Gissar, com 80 986 ha, criada em 1983, e a Reserva Estatal de Kitob, com 3 938 ha, criada em 1979. Esta última situa-se nas encostas ocidentais do Khazret Sultan, que tem o nome dum santo muçulmano (também conhecido como Khodji Daud), que ali tem um santuário que é destino de peregrinação. Na parte sul da mesma reserva encontra-se a caverna de Amir Timur (de Tamerlão), uma gruta natural com 860 metros de comprimento onde se situa o maior lago subterrâneo do Usbequistão. As reservas de Gissar e de Kitob são desde 2008 candidatas a Património Mundial da UNESCO com o nome de "Montanhas Gissar".
Na parte usbequistanesa da cordilheira há outro local de culto popular, a Teshik-Tash ("pedra furada" nas línguas turcomanas). Trata-se duma grande rocha com vários buracos, esculpida pela erosão natural e rodeada de várias pedras pequenas brancas, situada perto de Boysun. Segundo a lenda, a pedra tem poderes curativos e as mães levam os seus filhos doentes para os passarem através dos buracos da pedra e diz-se que no dia seguinte as crianças ficam curadas. O local é também conhecido pela gruta vizinha, com o mesmo nome, onde em 1938 foram encontrados vestígios de ocupação humana pré-histórica e ossadas duma criança Neandertal cujo esqueleto foi reconstituído.